# كريشنا ثابا
كريشنا ثابا هو مدرب كرة قدم ولاعب كرة قدم نيبالي، ولد في 8 أغسطس 1955 في نيبال.